# Fukushima-gawa (Miyazaki)
Pour les articles homonymes, voir Fukushimagawa.
Le fleuve Fukushima (福島川, Fukushi-gawa) est un cours d'eau du Japon serpentant sur l'île de Kyūshū. Il s'écoule dans la partie sud de la préfecture de Miyazaki.

## Bassin fluvial
Le bassin fluvial du fleuve Fukushima s'étend sur la préfecture de Miyazaki.
- Préfecture de Miyazaki
  - Kushima

## Principaux affluents
- 大平川
- 善田川
- Tenjin-gawa (天神川)